# Cô dâu chiến tranh

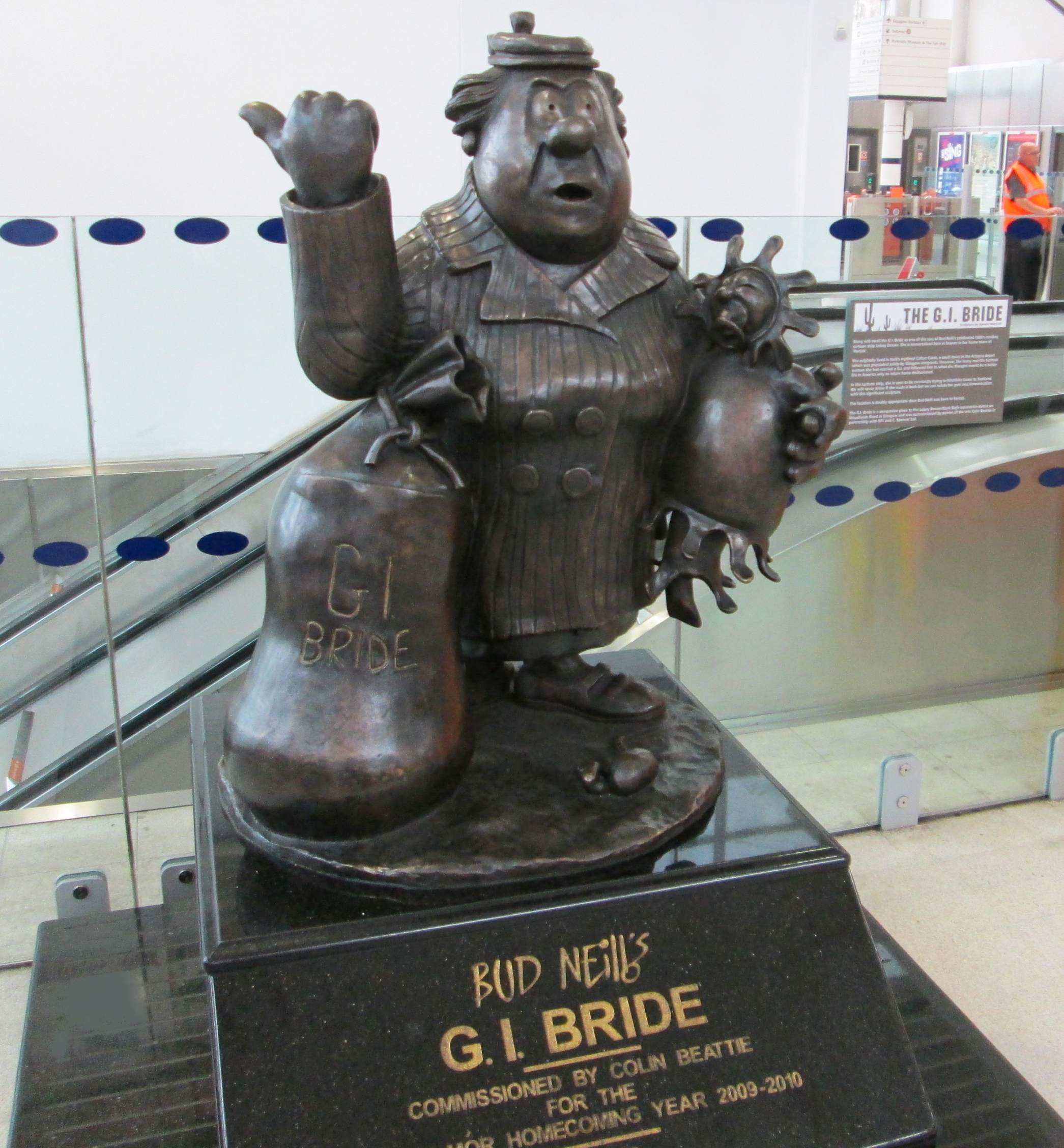
Số lượng lớn người Scotland nhập cư vào Mỹ với tư cách cô dâu chiến tranh đã được vinh danh trong phim truyền hình Lobey Dosser của Bud Neill với nhân vật cô dâu G.I. Bride (cùng với đứa con tên Ned), Bức tượng hai nhân vật này đã được dựng lên ở nhà ga Partick năm 2011.

Cô dâu chiến tranh là những phụ nữ kết hôn với các quân nhân đến từ các quốc gia khác trong thời kỳ chiến tranh khi các quân nhân này đóng quân ở nước của họ. Khái niệm này chủ yếu dùng trong Thế chiến I và Thế chiến II.
Một trong những hiện tượng cô dâu chiến tranh lớn nhất và được mô tả kỹ càng nhất là việc các quân nhân Mỹ kết hôn với các cô dâu Đức ("Fräuleins") sau Thế chiến II. Năm 1949, hơn 20.000 cô dâu chiến tranh người Đức đã di cư đến Hoa Kỳ. Hơn nữa, người ta ước tính rằng có "... 15.000 phụ nữ Úc đã kết hôn với các lính Mỹ đóng quân tại Úc trong Thế chiến II và chuyển đến Mỹ để ở với chồng". Quân lính phe Đồng Minh cũng lập gia đình với nhiều phụ nữ ở các nước mà họ đóng quân vào cuối cuộc chiến, bao gồm Pháp, Ý, Luxembourg, Philippines và Nhật Bản. Các cuộc hôn nhân tương tự cũng diễn ra ở Triều Tiên và Việt Nam, riêng tại Việt Nam các cô gái Việt kết hôn với binh lính Pháp, Mỹ và các nước khác cử quân đến tham chiến ở đây (Hàn Quốc, Úc). Có đến 100.000 cô dâu chiến tranh đã tới Mỹ từ Vương quốc Anh, 150.000 đến 200.000 đến từ lục địa châu Âu, 15.500 từ Úc và 1500 từ New Zealand, trong khoảng thời gian giữa những năm 1942 và 1952.
Năm 2008 Bảo tàng Royal British Columbia tại Victoria, B.C., Canada, đã có triển lãm tranh lớn của nghệ sĩ Bev Tosh người Calgary. Cuộc triển lãm kể lại những kinh nghiệm của cô dâu chiến tranh ở Canada và New Zealand thông qua hội họa.

## Chiến tranh Triều Tiên
6423 phụ nữ Hàn Quốc kết hôn với nhân viên quân sự của Hoa Kỳ như cô dâu chiến tranh trong và ngay sau chiến tranh Triều Tiên.

## Chiến tranh Việt Nam
8.040 phụ nữ Việt Nam đến Hoa Kỳ với tư cách cô dâu chiến tranh giữa các năm 1964 và 1975 trong giai đoạn Chiến tranh Việt Nam.

## Tham khảo

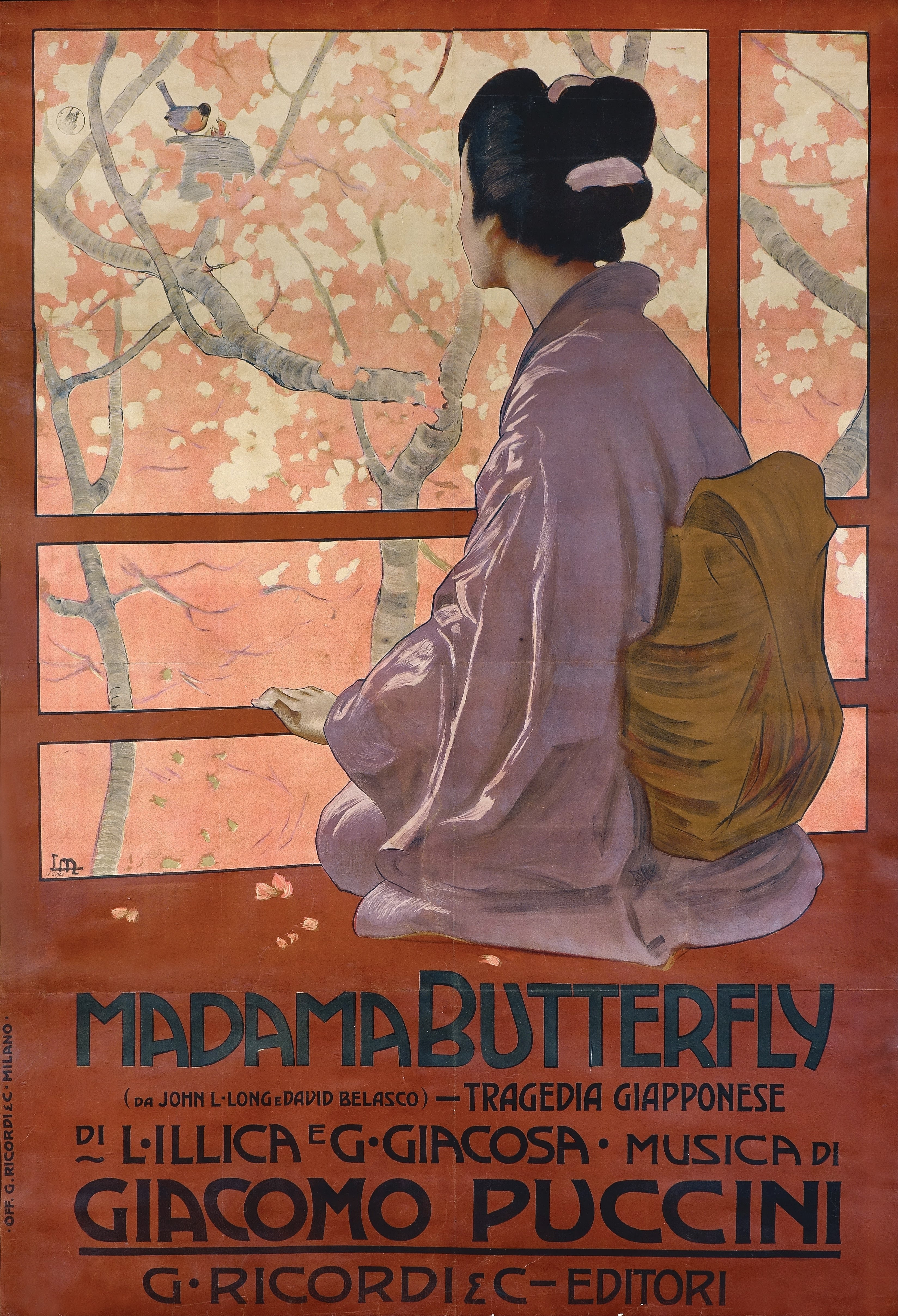
Madama Butterfly, vở opera năm 1904 của Giacomo Puccini

### Sách tiểu sử
- Lonnie D. Story (tháng 3 năm 2004). The Meeting of Anni Adams: The Butterfly of Luxembourg. ISBN 1932124268.
- Carol Fallows. Love & War: stories of war brides from the Great War to Vietnam. ISBN 1863252673.
- Keiko Tamura. "Michi's memories: the story of a Japanese war bride". ISBN 1740760018. {{Chú thích web}}: |url= trống hay bị thiếu (trợ giúp)
- GI Brides - sách phi hư cấu kể về các cô dâu chiến tranh người Anh thời Thế chiến II

### Điện ảnh
- War Brides, - phim câm năm 1916 của Herbert Brenon với diễn viên Alla Nazimova
- I Was a Male War Bride, Screwball comedy film với diễn viên Cary Grant đóng vai ông chồng chiến tranh.
- Japanese War Bride - 1952 Film của King Vidor với các diễn viên Shirley Yamaguchi và Don Taylor.

### Âm nhạc
- Madame Butterfly - vở opera năm 1904 do Giacomo Puccini sáng tác kể về một cô dâu chiến tranh người Nhật bị chồng là một binh sĩ Hải quân Mỹ bỏ rơi.